# Cirkovljan
Cirkovljan – wieś w Chorwacji, w żupanii medzimurskiej, w mieście Prelog. W 2011 roku liczyła 818 mieszkańców.